# Johannes Steiner (Verleger)
Johannes Steiner (* 14. August 1902 in Altmannstein; † 17. Juni 1995) war ein deutscher Verlagskaufmann.

## Leben
Nach der Promotion 1930 zum Dr. rer. pol. (Die Kostenrechnung im Buchdruckgewerbe) an der TH München war er von 1930 bis 1933 Geschäftsführer des Natur-/Naturrechtsverlags. Er war im November 1933 Mitgründer und Mitinhaber des Verlags Schnell und Steiner in München, ab 1993 in Regensburg. Er war Angehöriger des Konnersreuther Kreises.

## Schriften (Auswahl)
- Hg.: Prophetien wider das Dritte Reich. Aus den Schriften des Fritz Gerlich und des Ingbert Naab. München 1946, OCLC 1203405389.
- Die mystische Macht. Betrachtungen zum Rosenkranz nach den Visionen der Therese Neumann. München 1979, ISBN 3-7954-0102-X.
- Theres Neumann von Konnersreuth. Ein Lebensbild nach authentischen Berichten, Tagebüchern und Dokumenten. Regensburg 2009, ISBN 3-7954-0155-0.